# Alfred Fiderkiewicz

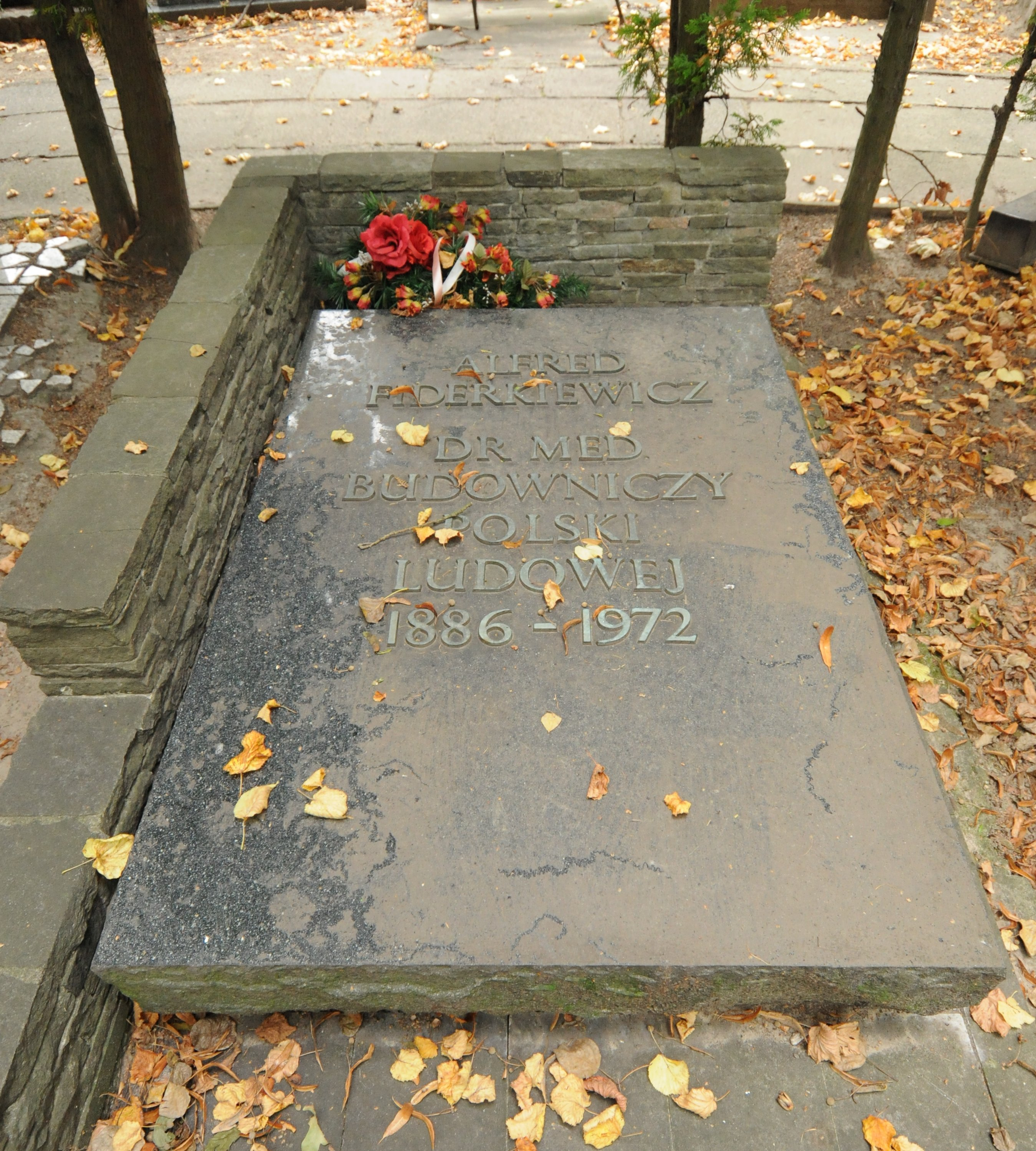
Grób Fiderkiewicza na warszawskim cmentarzu Wojskowym na Powązkach

Alfred Jan Fiderkiewicz (ur. 2 sierpnia 1886 w Horodence, zm. 8 czerwca 1972 w Warszawie) – polski polityk komunistyczny, działacz Komunistycznej Partii Polski i jej legalnych przybudówek, następnie w Polskiej Partii Robotniczej i Polskiej Zjednoczonej Partii Robotniczej, poseł na Sejm I kadencji w II RP, więzień KL Auschwitz, prezydent Krakowa, dyrektor Głównej Komisji Badania Zbrodni Hitlerowskich w Polsce. Budowniczy Polski Ludowej.

## Życiorys
W latach 1904–1910 pracował jako robotnik w USA. Studiował na Uniwersytecie w Bostonie (1910–1914). Od 1914 do 1922 był zatrudniony w szpitalu jako chirurg. Działał w ruchu socjalistycznym i w związkach zawodowych. Po powrocie do Polski w 1922 został wybrany posłem na Sejm I kadencji z okręgu Kalisz jako przedstawiciel PSL „Wyzwolenia”. W 1924 związał się z Niezależną Partią Chłopską, pełnił obowiązki przewodniczącego jej Zarządu Głównego w latach 1924–1927. Jednocześnie od 1925 działał w Komunistycznej Partii Polski. W 1926 był kandydatem KPP i NPCh na prezydenta Rzeczypospolitej.
W 1927 na kilka miesięcy został osadzony na Pawiaku. W 1928 na krótki okres aresztowany przez policję, wyjechał do Gdańska, a później na dwa miesiące do ZSRR. Po powrocie do Polski praktykował jako lekarz w Milanówku (do 1943). Jego dom był miejscem kontaktów i nielegalnych spotkań członków KPP. Pod koniec lat 30. oddelegowany do działalności w ruchu demokratycznym, był członkiem Klubu Demokratycznego w Warszawie, zasiadał również we władzach Stronnictwa Demokratycznego.
Po agresji III Rzeszy i ZSRR na Polskę i okupacji kraju komuniści nadal spotykali się w jego mieszkaniu. 14 września 1940 aresztowany przez Gestapo, dzięki wysokiemu okupowi zwolniony po dwóch miesiącach. W połowie 1941 zakładał w Warszawie organizację „Proletariusz”, w styczniu 1942 przystąpił do PPR. Blisko współdziałał z Marcelim Nowotką, Pawłem Finderem i innymi czołowymi działaczami PPR. Był organizatorem spotkań przedstawicieli PPR i Delegatury Rządu w lutym i marcu 1943. W jego domu w Milanówku często odbywały się narady kierownictwa PPR. 28 czerwca 1943 ponownie aresztowany, od sierpnia 1943 do stycznia 1945 więziony w niemieckim obozie koncentracyjnym KL Auschwitz.
Po zakończeniu wojny przez krótki okres pełnił obowiązki prezydenta Krakowa (od 5 lutego do 14 czerwca 1945). Od 3 maja 1945 był posłem do Krajowej Rady Narodowej, reprezentując Polską Partię Robotniczą. Od 1945 do 1949 pracował w dyplomacji w charakterze chargé d’affaires w Londynie, posła w Montrealu i Budapeszcie. Od 1948 w PZPR, z jej ramienia przewodniczył Związkowi Zawodowemu Pracowników Służby Zdrowia. Był również dyrektorem Głównej Komisji Badania Zbrodni Hitlerowskich w Polsce. Napisał kilka książek, głównie o charakterze wspomnieniowym. Od 1971 był także członkiem Obywatelskiego Komitetu Odbudowy Zamku Królewskiego w Warszawie.
Jego żona Stanisława z d. Urbanik (1890–1966) również była działaczką komunistyczną.
Został pochowany 10 czerwca 1972 w Alei Zasłużonych na Cmentarzu Wojskowym na Powązkach (kwatera A30-półkole-5). W pogrzebie wzięło udział kilka tysięcy osób. Władze partyjne i państwowe reprezentowali członkowie Biura Politycznego KC PZPR: przewodniczący Rady Państwa prof. Henryk Jabłoński, Stefan Olszowski i Władysław Kruczek, który wygłosił przemówienie w imieniu kierownictwa PZPR.

## Ordery i odznaczenia
- Order Budowniczych Polski Ludowej (1959)[4]
- Order Sztandaru Pracy I klasy[5]
- Krzyż Komandorski Orderu Odrodzenia Polski (19 lipca 1954)[6]
- Krzyż Oficerski Orderu Odrodzenia Polski (19 lipca 1946)[7]
- Medal 10-lecia Polski Ludowej (14 stycznia 1955)[8]
- Złota Odznaka honorowa „Za Zasługi dla Warszawy” (1967)[9]
- Krzyż Komandorski z Gwiazdą Republikańskiego Orderu Zasługi (Węgry, 1948)[10]